# Beaux-Arts építészet
A Beaux-Arts építészet (ejtsd: bozár, [boz‿aʁ]  beaux arts?*, jelentése kb. 'szépművészetek'), amelyet időnként akadémiai klasszicizmusnak is neveznek, a historizmus egy építészeti stílusa volt, amelyet a párizsi École des Beaux-Arts képzőművészeti iskola tanított, különösen az 1830-as évektől a 19. század végéig, Amerikában körülbelül 1880-tól 1920-ig. A francia neoklasszicizmus elveire támaszkodott, de reneszánsz és barokk elemeket is tartalmazott és modern anyagokat, például vasat és üveget használt fel. A 19. század végéig Franciaország fontos stílusa volt.

## Történet
A Beaux-Arts stílus a francia klasszicizmus XIV. Lajos stílusából, majd a francia neoklasszicizmusból fejlődött ki. A francia építészeti stílusokat a francia forradalom előtt az Académie royale d'architecture (1671–1793), majd a francia forradalmat követően az Académie des Beaux-Arts építészeti részlege irányította. Az Akadémia rendezte meg az építészeti Grand Prix de Rome versenyt, amely a díjazottaknak lehetőséget kínált az ókor klasszikus építészetének tanulmányozására Rómában.
A képzőművészeti iskoláról Beaux-Arts néven emlegetett stílus a második francia császárság (1852–1870) és az azt követő harmadik köztársaság idején érte el fejlődésének csúcsát.
Charles Garnier a Beaux-Arts mozgalmának vezéralakja lett és a Francia Riviérán is számos jelentős épületet alkotott.
A francia fővárosban a következő építmények tulajdoníthatók a stílusnak:
- Opéra Garnier;
- A Louvre új szárnyai;
- A Musée d’Orsay épülete;
- Grand Palais, Petit Palais, III. Sándor-híd;
- Chaillot palota.

A stílus erősen befolyásolta az Egyesült Államok építészetét is 1880 és 1920 között. Nagy-Britanniában az Edward-korszakban (20. sz. eleje) terjedt el Arthur J. Davisnek köszönhetően, aki a Beaux-Arts iskolában tanult.

## Jellemzők

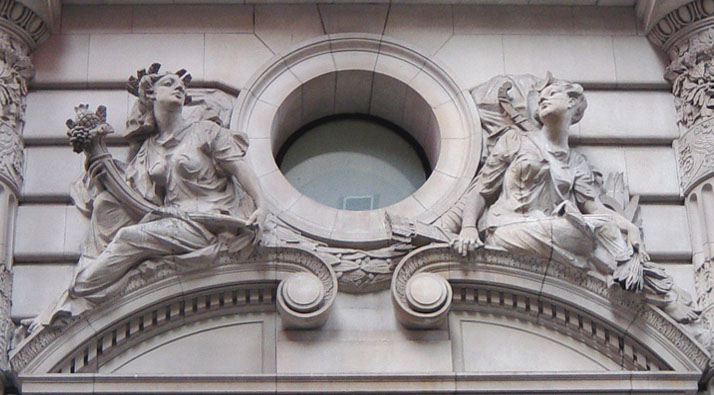
Beaux-Arts épületdekoráció, Pomona és Diana római istennők ábrázolásával

A Beaux-Arts építészet jellemzői a következők:
- Zömmel lapos tető [5]
- A francia és az olasz építészettörténet elemeinek felhasználása; klasszikus részletek,[5] stílusok szintézise és eklekticizmusra való hajlamra
- Szigorú szimmetria [5]
- Belső terek díszítésének gazdagsága: szobrok [5] (domborműtáblák, figurális szobrok, szoborcsoportok), mozaikok és egyéb műalkotások
- Monumentális és grandiózus dizájn
- Klasszikus építészeti részletek:[5] baluszterek, pilaszterek, girlandok, kartusok
- Sokszínűség, az építészeti elemek, szobrok stb. különféle színekkel való díszítése

## Galéria

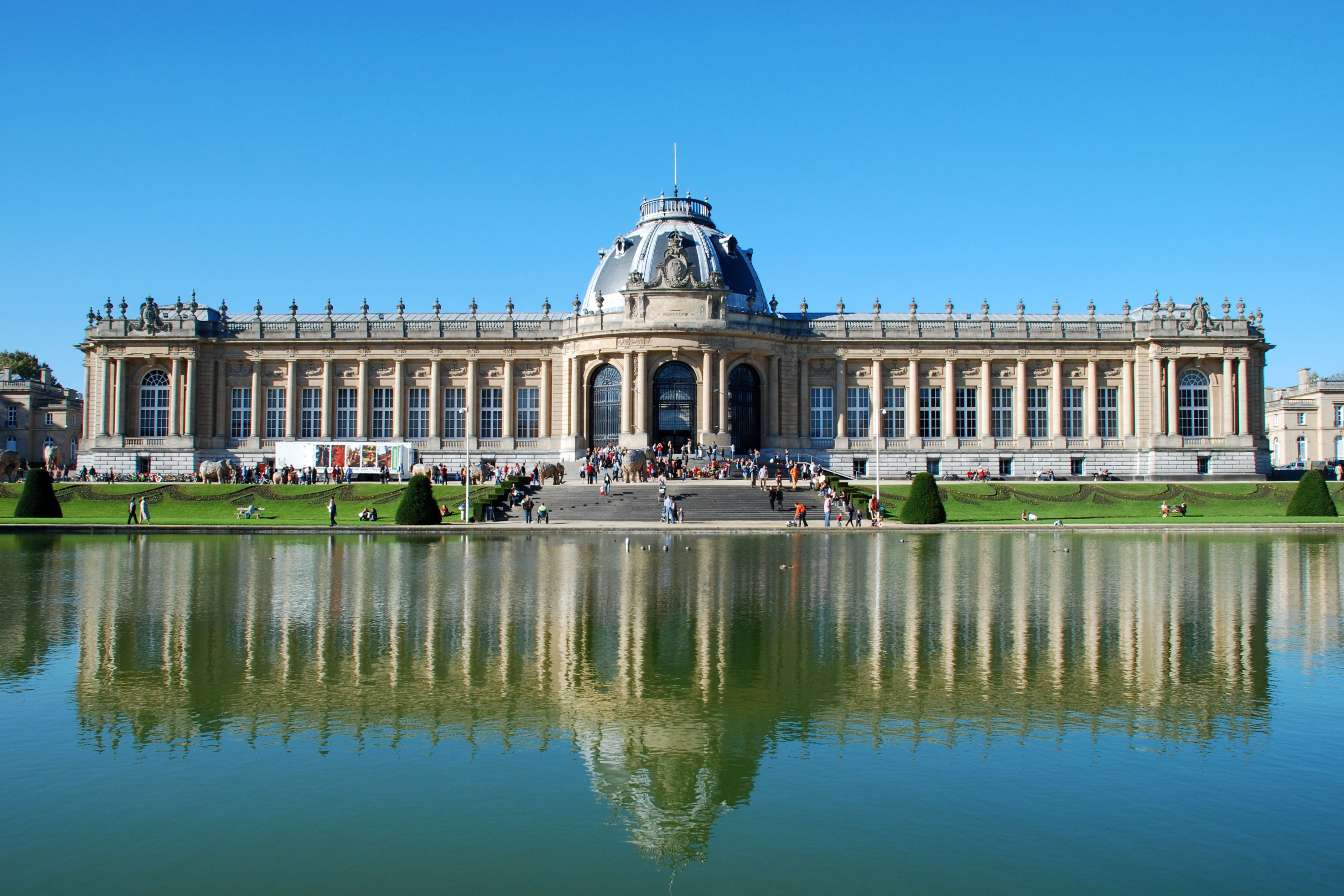
Királyi Afrika Múzeum, Tervuren, Belgium
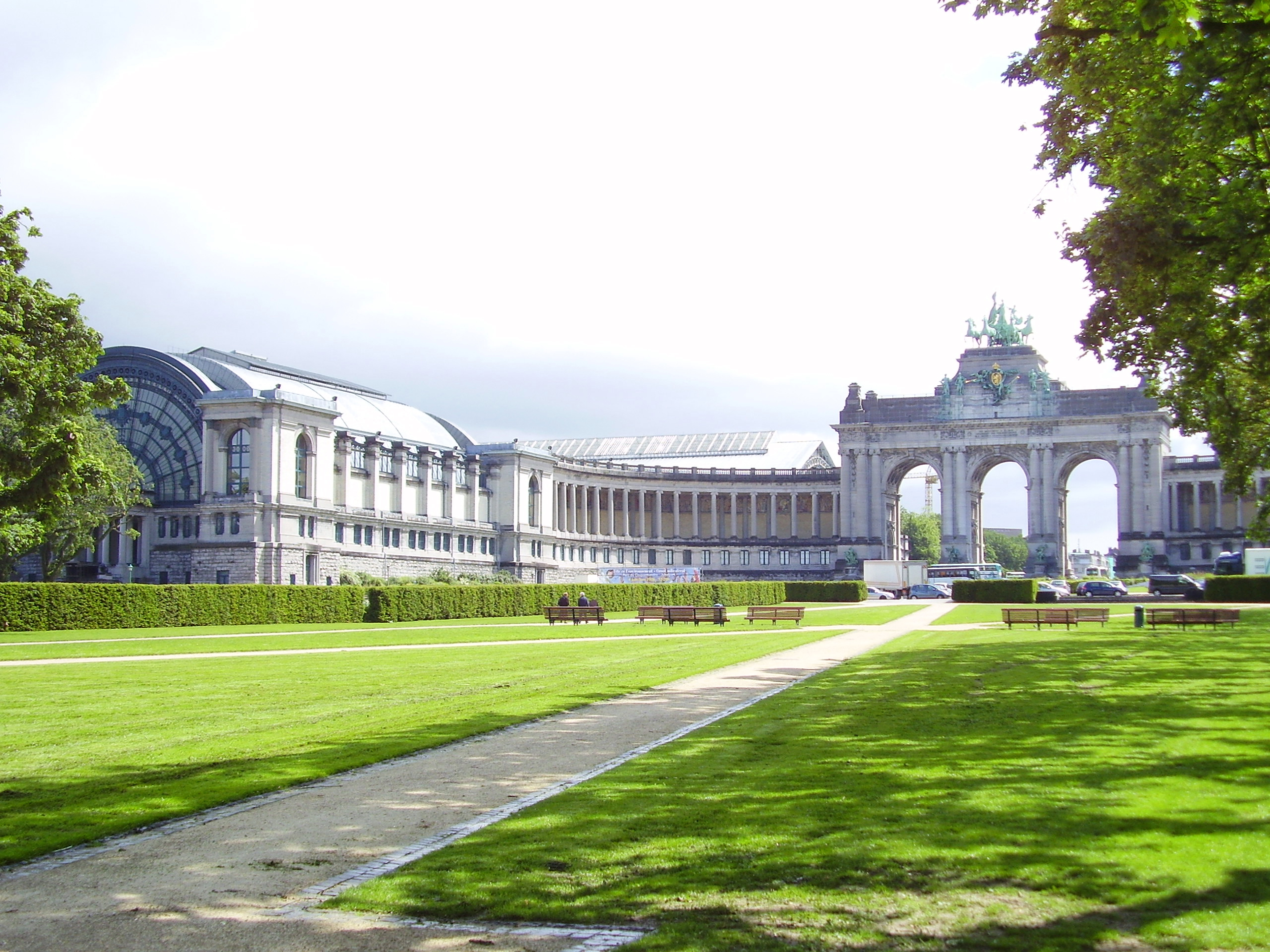
Cinquantenaire/Jubelpark diadalíve, két oldalépületének egyikével, Brüsszel
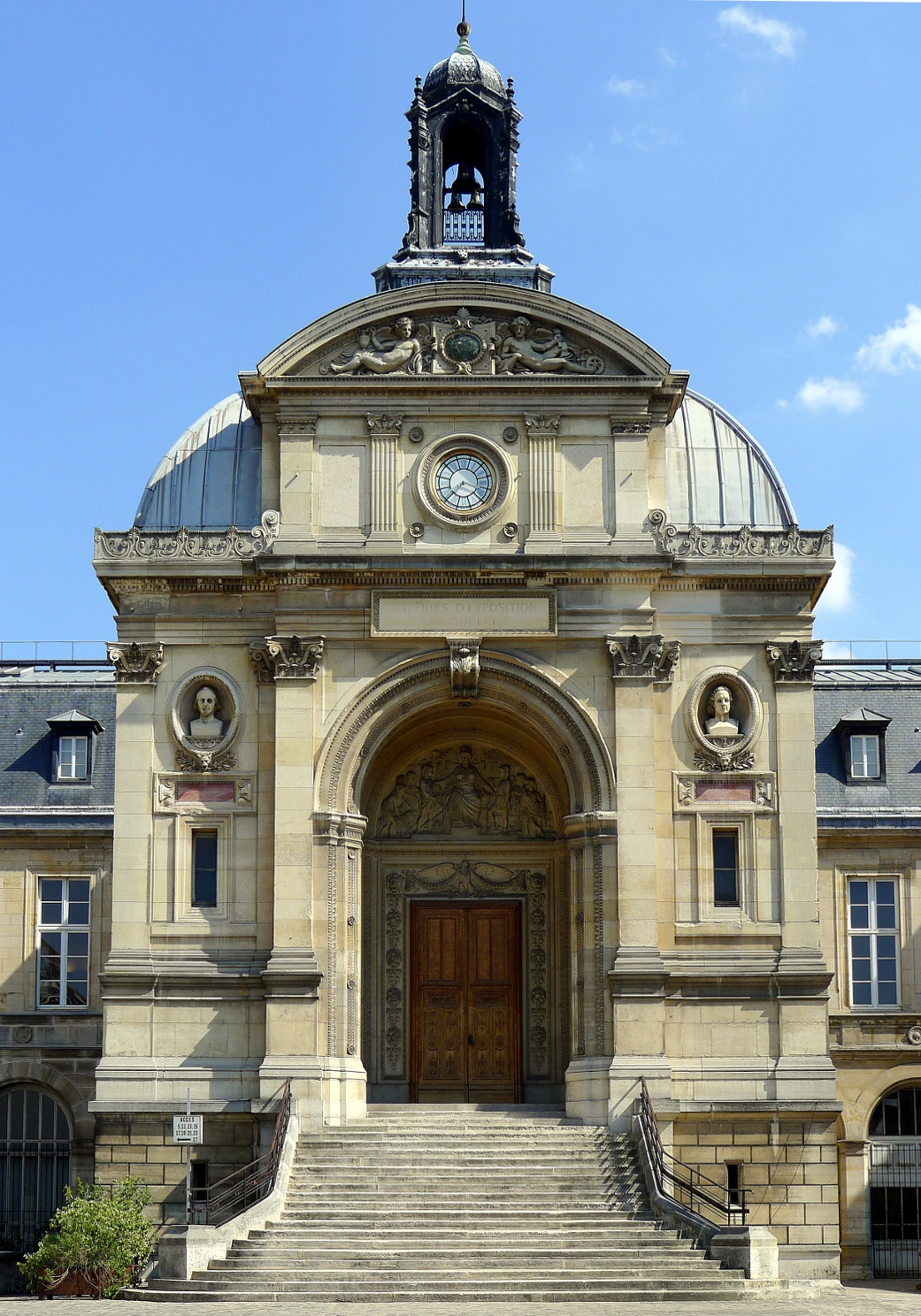
Conservatoire national des arts et métiers, Párizs, Léon Vaudoyer (1838–67)
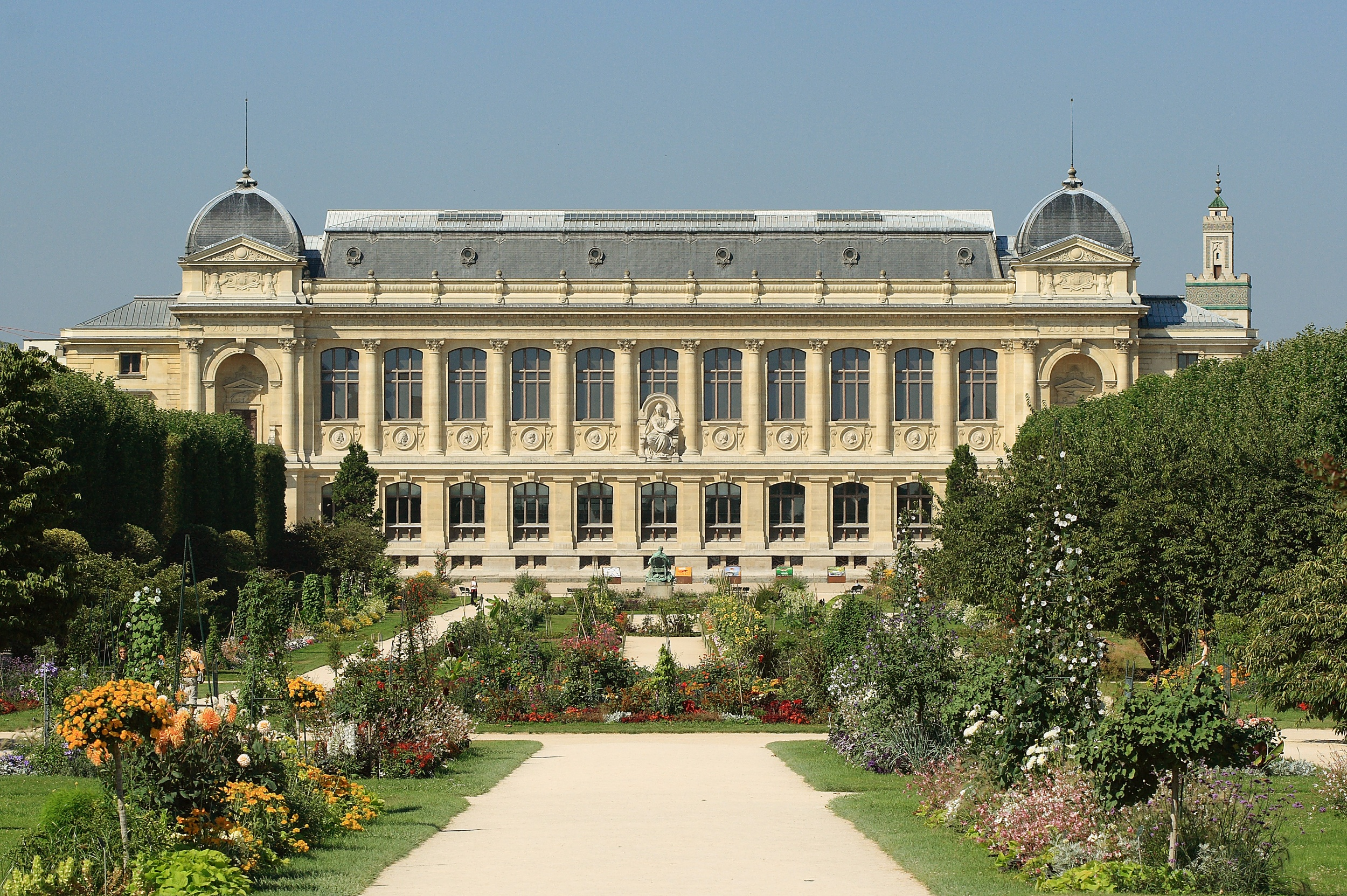
Természettudományi Múzeum, Párizs, Louis-Jules André (1877–1889)
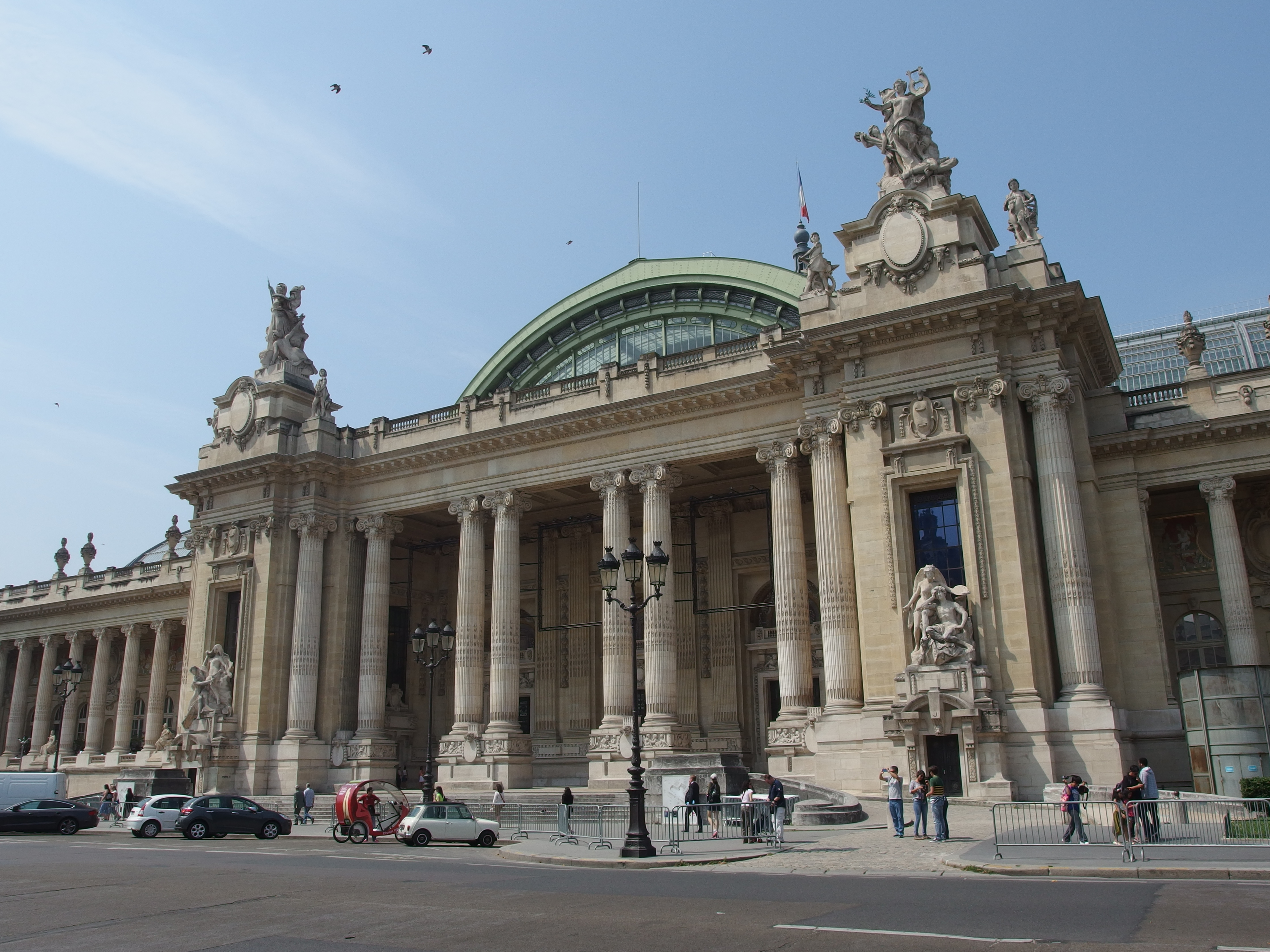
A Grand Palais des Champs-Élysées. Párizs (1897-1900)
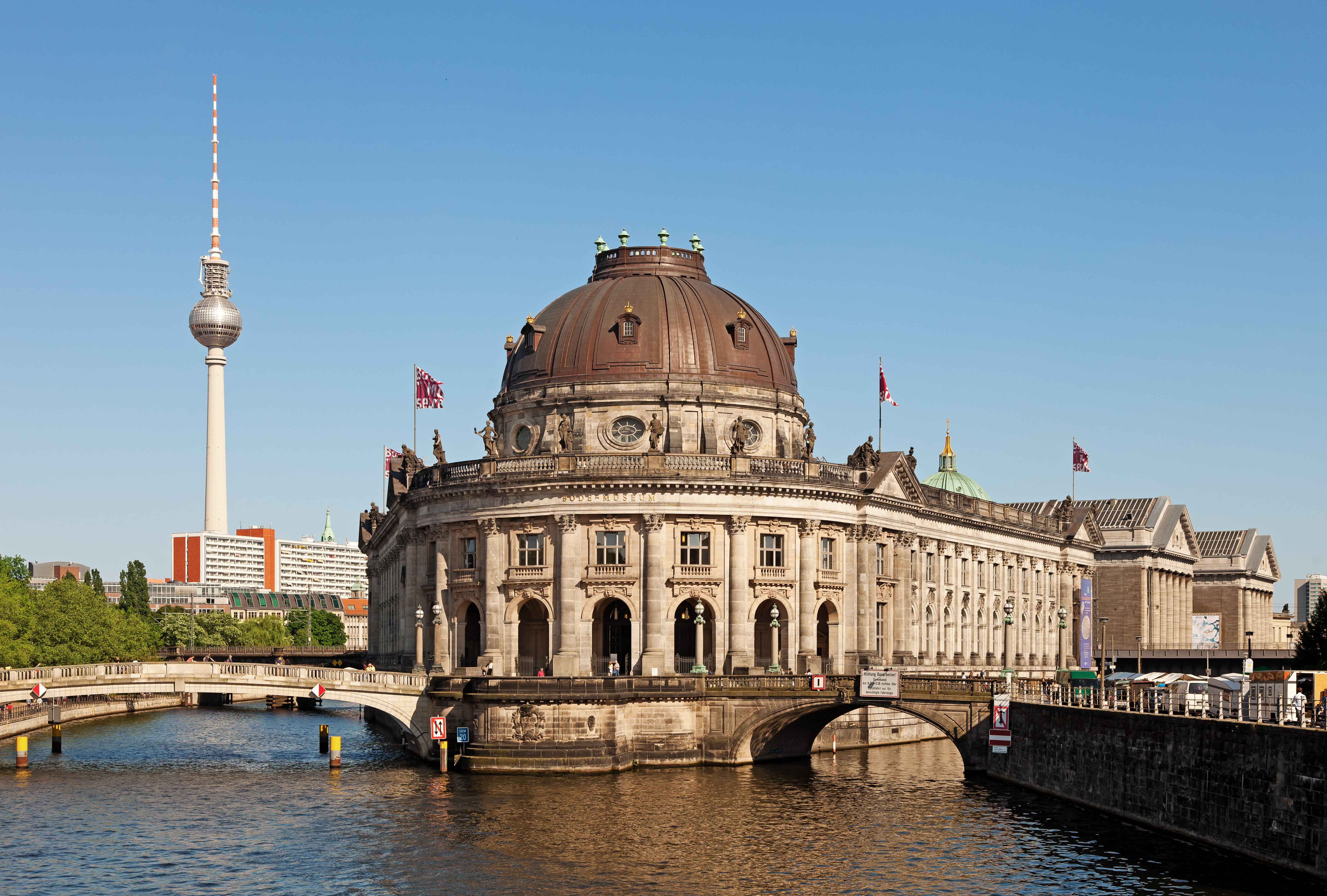
Bode Múzeum, Berlin
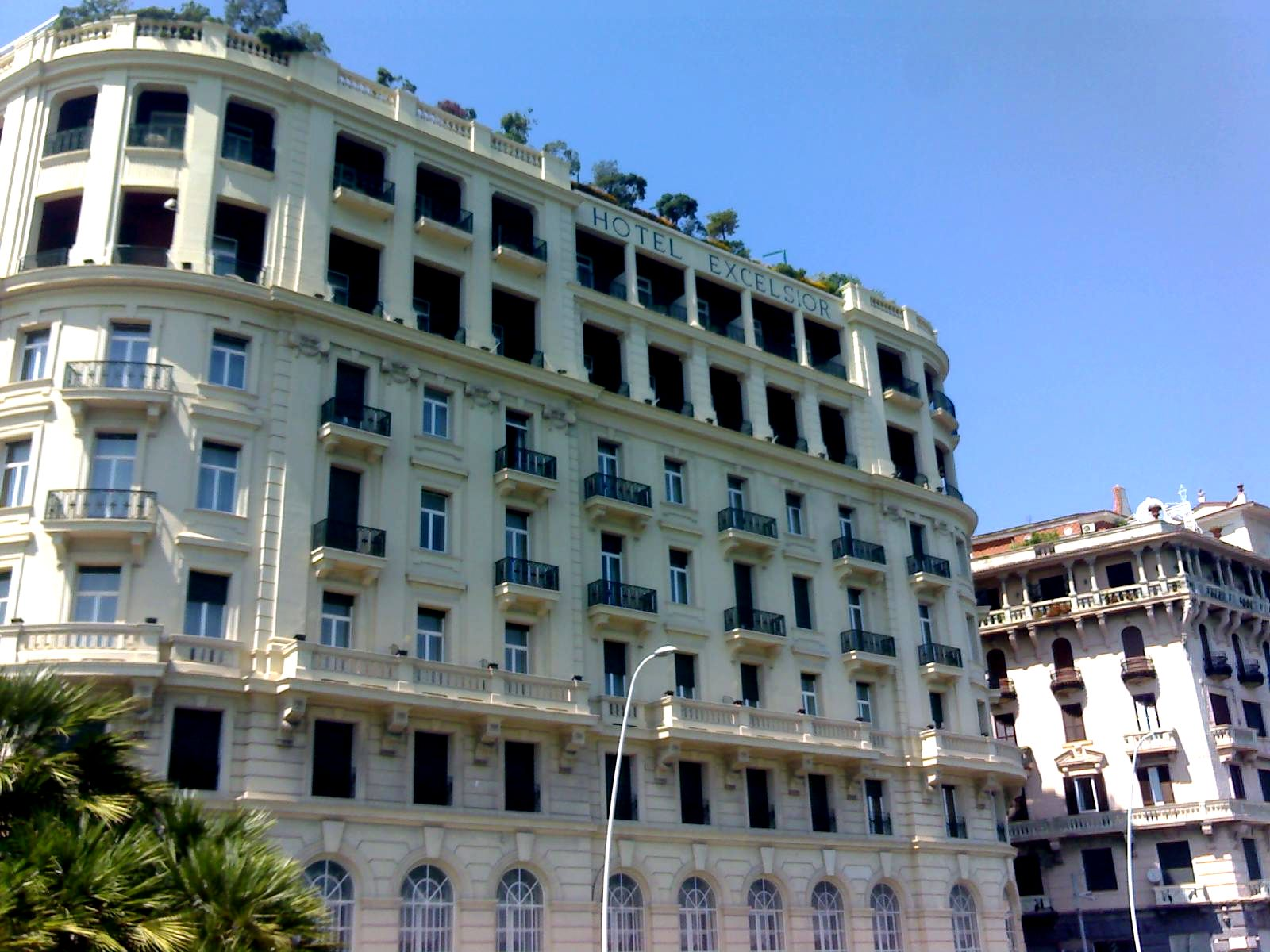
Hotel Excelsior, Nápoly
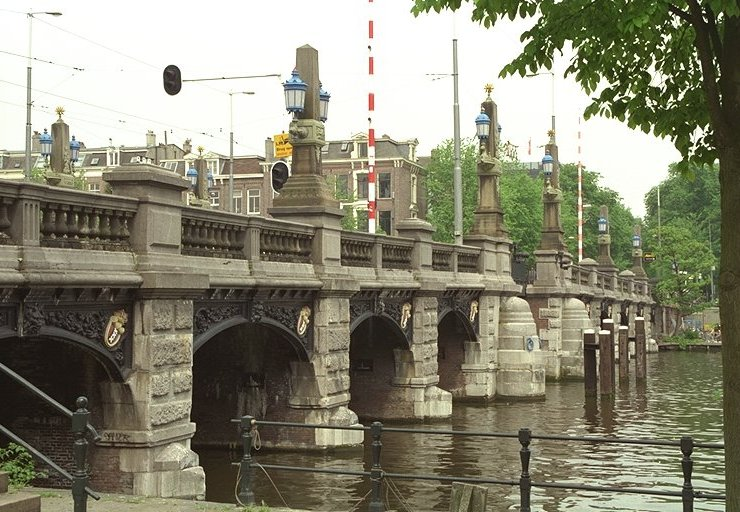
Hogesluis, Amszterdam
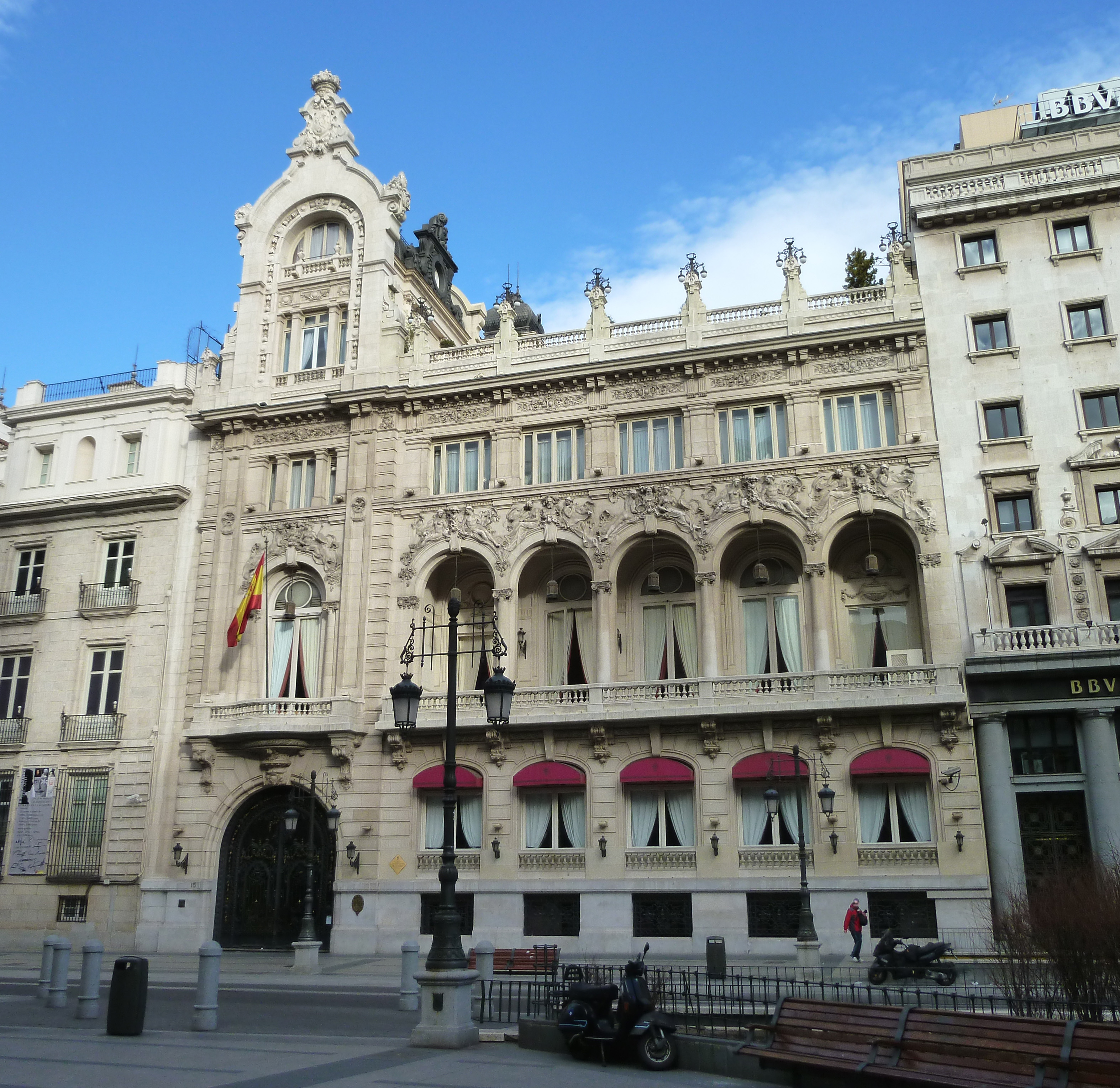
Casino de Madrid
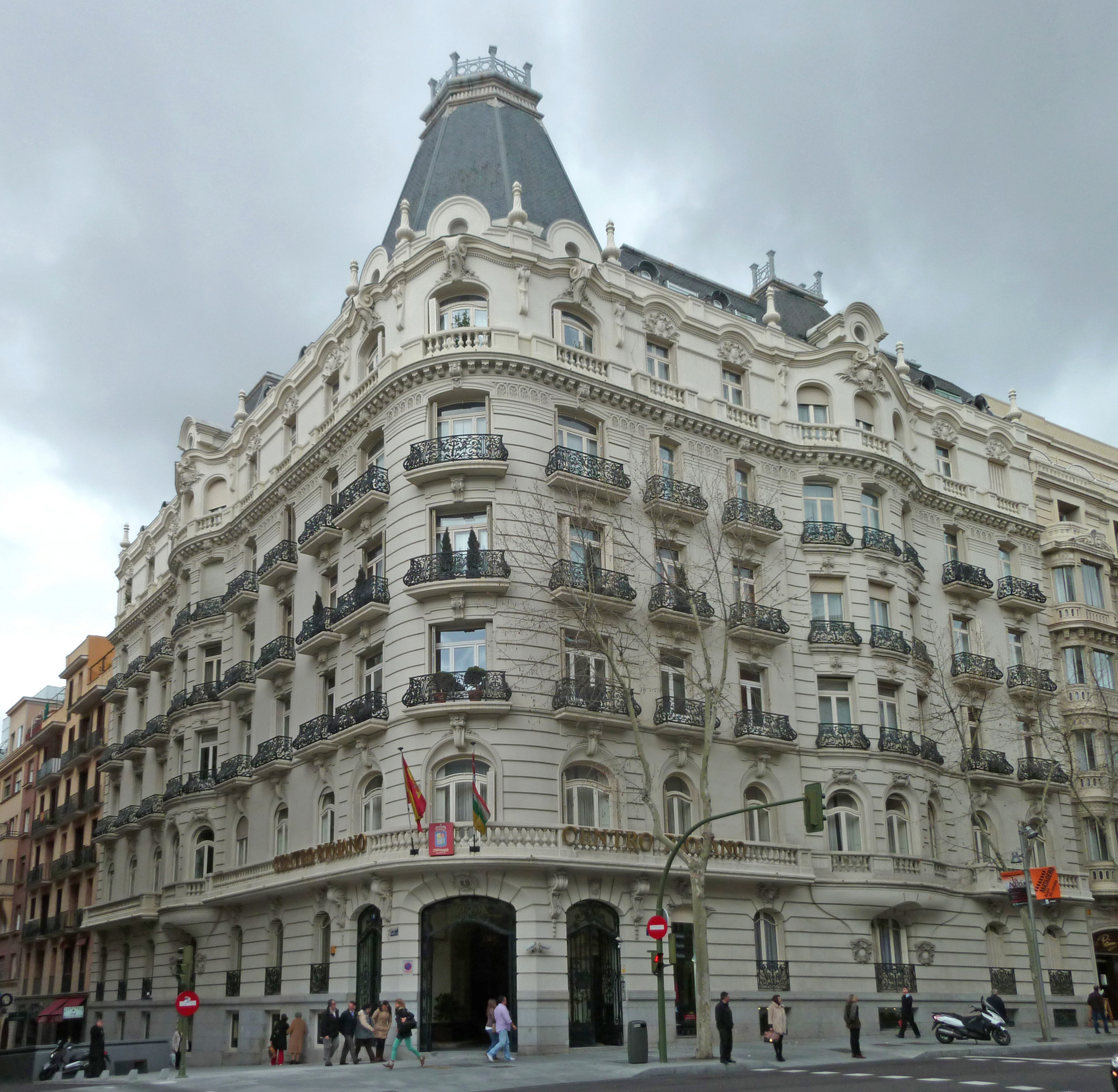
Casa-Palacio de Tomás de Beruete, Madrid
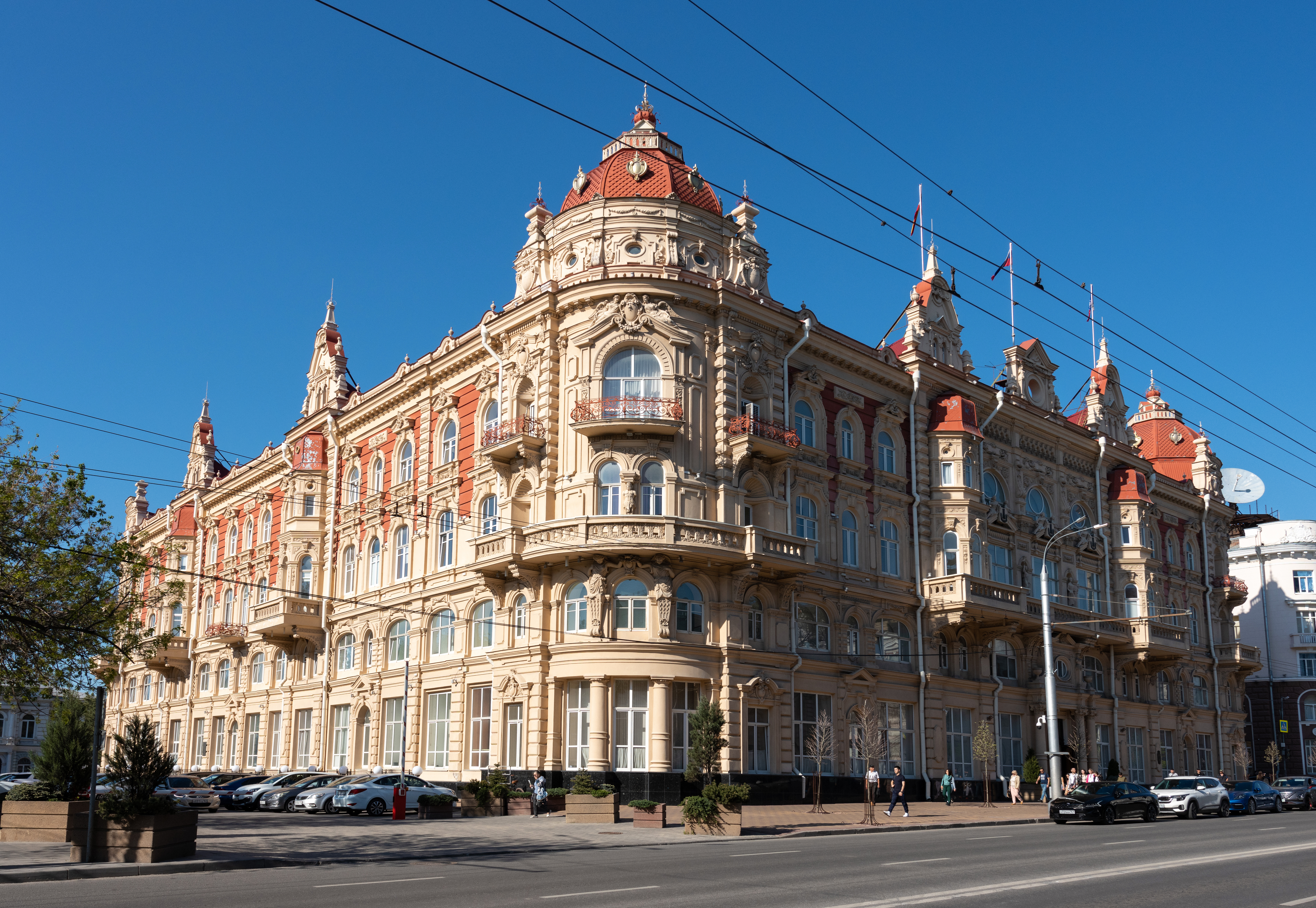
Városháza, Rosztov-na-Donu
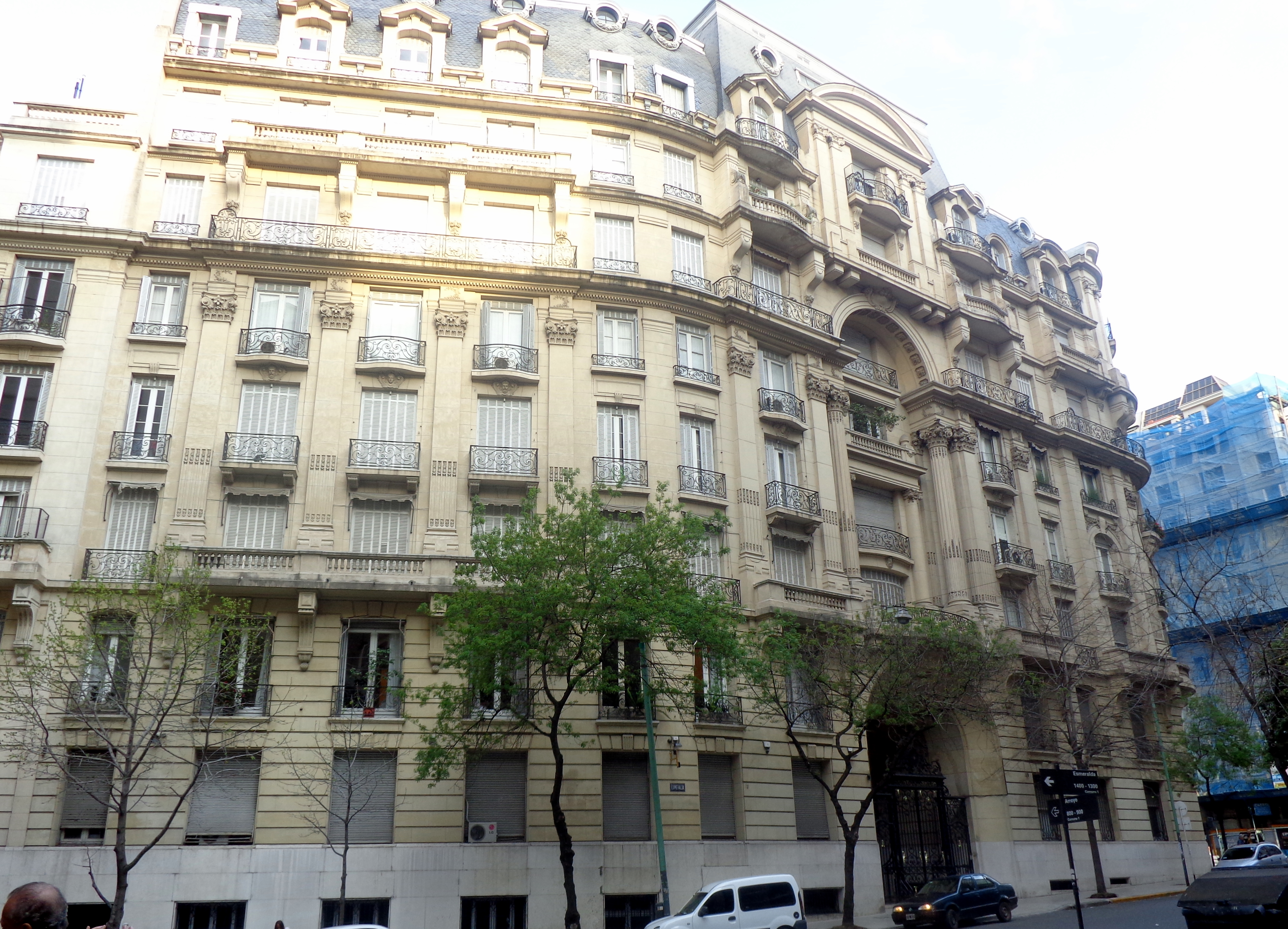
Estrugamou-palota, Buenos Aires
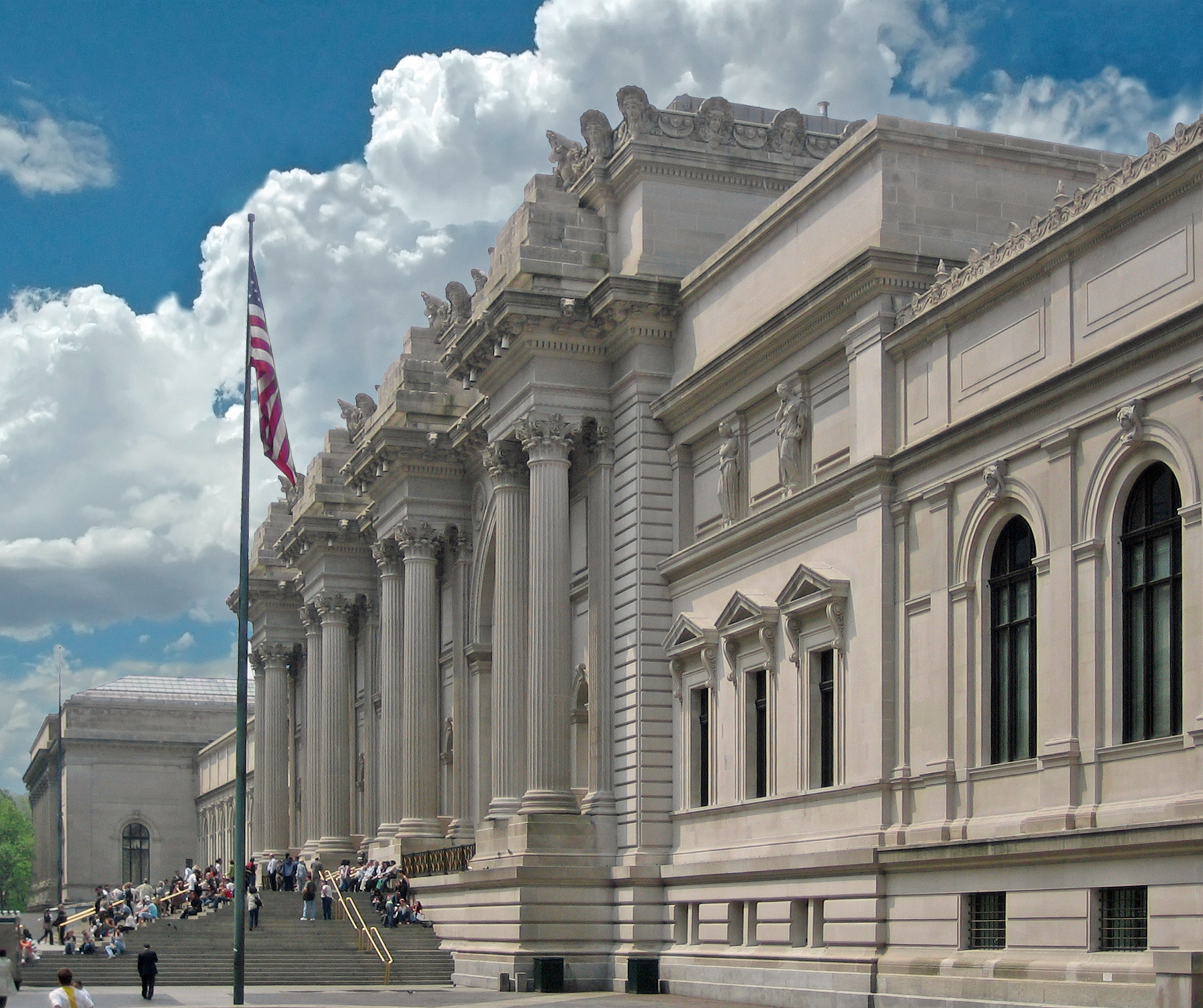
A New York-i Metropolitan Museum of Art homlokzata Richard M. Hunt (1902)
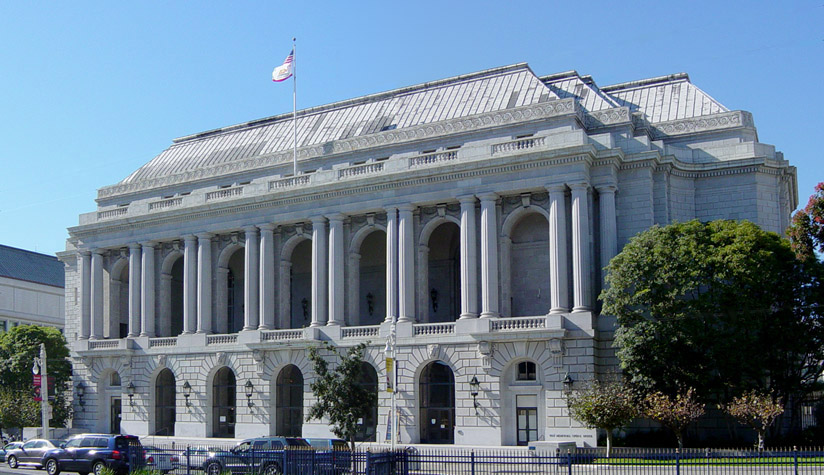
Arthur Brown Jr.: San Francisco War Memorial Opera House (1932)